# 1 Armia Polowa (Turcja)
1 Armia Polowa – związek operacyjny tureckich Sił Zbrojnych.
W okresie zimnej wojny 1 Armia Polowa odpowiadała za obronę europejskiej części Turcji i cieśniny czarnomorskie.

## Struktura organizacyjna
W okresie zimnej wojny
- dowództwo Armii – Stambuł
- 2 Korpus Armijny – Gelibol
- 3 Korpus Armijny – Stambuł
- 5 Korpus Armijny –  Corl
- 15 Korpus Armijny – Köseköy